# Mère folle
La Mère-Folle, Compagnie de la Mère-Folle ou Infanterie dijonnaise est une société festive et carnavalesque dijonnaise née probablement au cours du XVe siècle et qui prospéra jusqu'au XVIIe siècle, siècle de sa disparition. Bien qu'elle réapparaisse temporairement entre 1935 et 1939, elle n'est plus considérée comme active aujourd'hui.

## Histoire

### Des origines à l'interdiction de 1630
Les origines de cette société festive et carnavalesque ne sont pas connues avec précision. Certains auteurs la font naître en 1482 sous la plume de Jean III d'Amboise, évêque-duc de Langres, mais aussi et surtout gouverneur de Bourgogne pour le duc Philippe le Bon ; lequel avait d'ailleurs donné son accord pour une telle société en 1454. Cette hypothèse s'appuie notamment sur la place importante des fêtes et carnavals dans la plupart des villes des Pays-Bas bourguignons. C'est le cas, par exemple, à Lille avec la Fête de l'Epinette ou à Douai avec la Fête aux âne. D'autres émettent l'hypothèse d'une parenté avec la Compagnie des Fous, initiée par Adolphe de Clèves, comte de Clèves, en 1381. Si les origines précises de la Mère-Folle restent encore inconnues, son activité à l'époque moderne est particulièrement bien attestée à travers les archives dijonnaises et royales.
Si le but principal de la Mère-Folle  était la fête, comme la plupart des sociétés carnavalesques, cette dernière profitait aussi de ces moments de subversion pour dénoncer les maux de la société. Ainsi en 1576, les festivités sont l'occasion pour les Dijonnais de dénoncer l'emprise du pouvoir royal à travers le personnage d'Elie du Tillet, Grand Maître des Eaux et Forêts de Bourgogne, condamné pour avoir battu sa femme. Représentant du pouvoir royal en Bourgogne, ce dernier, accompagné de deux Parisiens, fait face à des vignerons, des fols et à la Mère-Folle. Derrière les jeux et les pitreries, la Compagnie met en exergue les tensions entre une Bourgogne récemment entrée dans le giron royal et les officiers du roi ; considérés comme maltraitant les coutumes et les spécificités locales.
Le 21 juin 1630, Louis XIII, par un édit, abolit la Compagnie de la Mère-Folle de Dijon à cause des désordres et débauches occasionnés chaque année par les activités de cette société carnavalesque. En dépit de cette intervention formelle, la Mère-Folle (ou Infanterie dijonnaise) réapparait plusieurs fois comme en 1638 pour la naissance du Dauphin, futur Louis XIV : l'Infanterie Dijonnoise..... parut alors dans son lustre, et était composée de plus de quatre cents hommes à cheval, masqués en habits de diverses couleurs, et fit entendre les rimes Bourguignonnes sur le sujet de cette heureuse naissance.
Le dernier titulaire du titre de Mère-Folle, selon Jean-Baptiste Lucotte du Tilliot, serait Philippe des Champs, procureur du parlement et syndic des Etats de Bourgogne.

### Réapparition à l'époque contemporaine
"Oyez ! Oyez ! Hurelu, berelu, oyez bonnes gens de Dijon, foux, archifoux, hétéroclites et lunatiques, timbrés, félés, extravagants et éventés, par ordre de notre dame de Mère-Folle, savoir faisons, à cors et à grands cris, afin que personne n'en ignore, que ce jourd'huy, de beau plein jour et aussi de nuit, l'illustrissime et carissime compagnie joyeuse de la Mère-Folle fera sortie et montre en mirelifique appareil"
C'est en ces termes, le samedi 23 mars 1935, que les hérauts de la Mère-Folle annoncent le retour de la joyeuse compagnie à Dijon. Cette annonce est pilotée par le Comité des fêtes de la ville, lequel avait fait connaître son désir d'organiser le retour de la Mère-Folle aux maires de Dijon Gaston Gérard puis Robert Jardillier.
La première manifestation contemporaine est organisée sur cinq jours entre les 23 et 28 mars 1935. Centrée sur un banquet de 1000 couverts précédé d'un grand défilé carnavalesque et d'un bal paré et masqué en soirée, cette semaine festive associe manifestations culturelles et sportives (arrivée de la course cycliste Paris-Nice le mardi, gala de boxe franco-belge et démonstrations d'haltérophilie). Le retour de la Mère-Folle se conclut par un bûcher le jeudi 28 mars 1935.

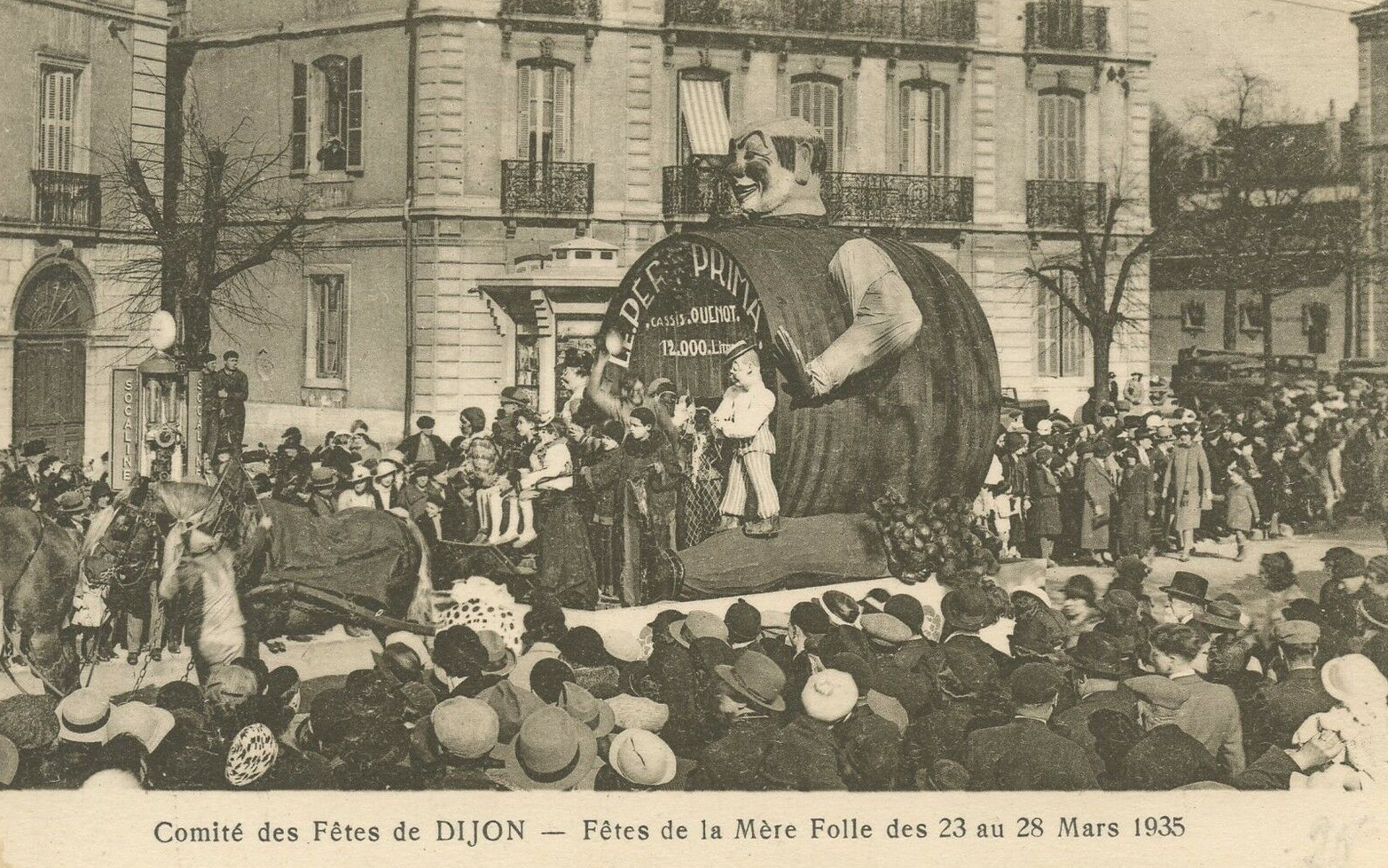
Carte postale représentant le char du cassis Quenot, Place Wilson (Dijon)

En 1936, dans le contexte du Front populaire, la procession de la Mère-Folle se transforme. Aux reconstitutions historiques (char de la Mère-Folle, char du Père-Bontemps) sont associés des groupes sociaux et/ou associatifs (char des Etudiants, des sports ou de l'Aéro-Club) et des thématiques valorisant les produits régionaux.
Cette tendance à l'inscription de la Mère-Folle dans le contexte contemporain se poursuit entre 1936 et 1939. Si des liens sont encore établis avec l'Histoire, comme la reconstitution de l'entrée de la duchesse Marguerite de Flandre dans sa ville de Dijon, les autres temps forts mettent en exergue les politiques sociales et culturelles du Front populaire : char de la semaine de quarante heures, joies simples d'une auberge de jeunesse, etc. Cette politisation de la Mère-Folle est dénoncé par certains médias locaux, à l'instar du Bien public ou du Progrès de la Côte d'Or. À l'opposé, les soutiens du maire de Dijon profitent des processions pour célébrer la politique locale et désormais nationale de Robert Jardillier. Après quatre ans, la Mère-Folle disparaît du paysage dijonnais.
En 1989, Jean-François Bazin, adjoint à la culture de la ville, proposait de baptiser un projet de festival rock du nom de la Mère-Folle ; sans suite.

## Organisation
Comme ses origines, l'organisation interne et la composition de la Compagnie ne nous sont pas connues. Certains auteurs, comme Jean-Baptiste Lucotte du Tilliot, indiquent qu'elle était dirigée par la Mère-Folle, assistée de gardes, officiers de justice, chancelier, écuyer; etc. En d'autres termes, la Compagnie mimait la cour et le cérémonial royal et/ou ducal.
Au XVIe siècle, la Compagnie de la Mère-Folle aurait compté 200 personnes, essentiellement des parlementaires et des commerçants aisés. Au XVIIe siècle, plusieurs membres illustres intègrent l'Infanterie dijonnaise comme Henri de Bourbon, prince de Condé (1626), le comte d'Harcourt ou encore Louis Barbier de La Rivière, évêque-duc de Langres et pair de France.
Lors des festivités, la Compagnie défilait dans les rues de Dijon, récitant sur des chariots des poésies devant les logis du gouverneur, du président du parlement et du maire. Jean-Baptiste Lucotte du Tilliot précise que la procession, fortement hiérarchisée, se décomposait de la manière suivante : quatre hérauts avec leurs marottes marchaient en tête, après lesquels venaient les chariots et la Mère-Folle sur une haquenée blanche. Après elle, dames, pages et autres membres de la Compagnie se pressaient pour suivre la déambulation du cortège dans les rues de la ville.

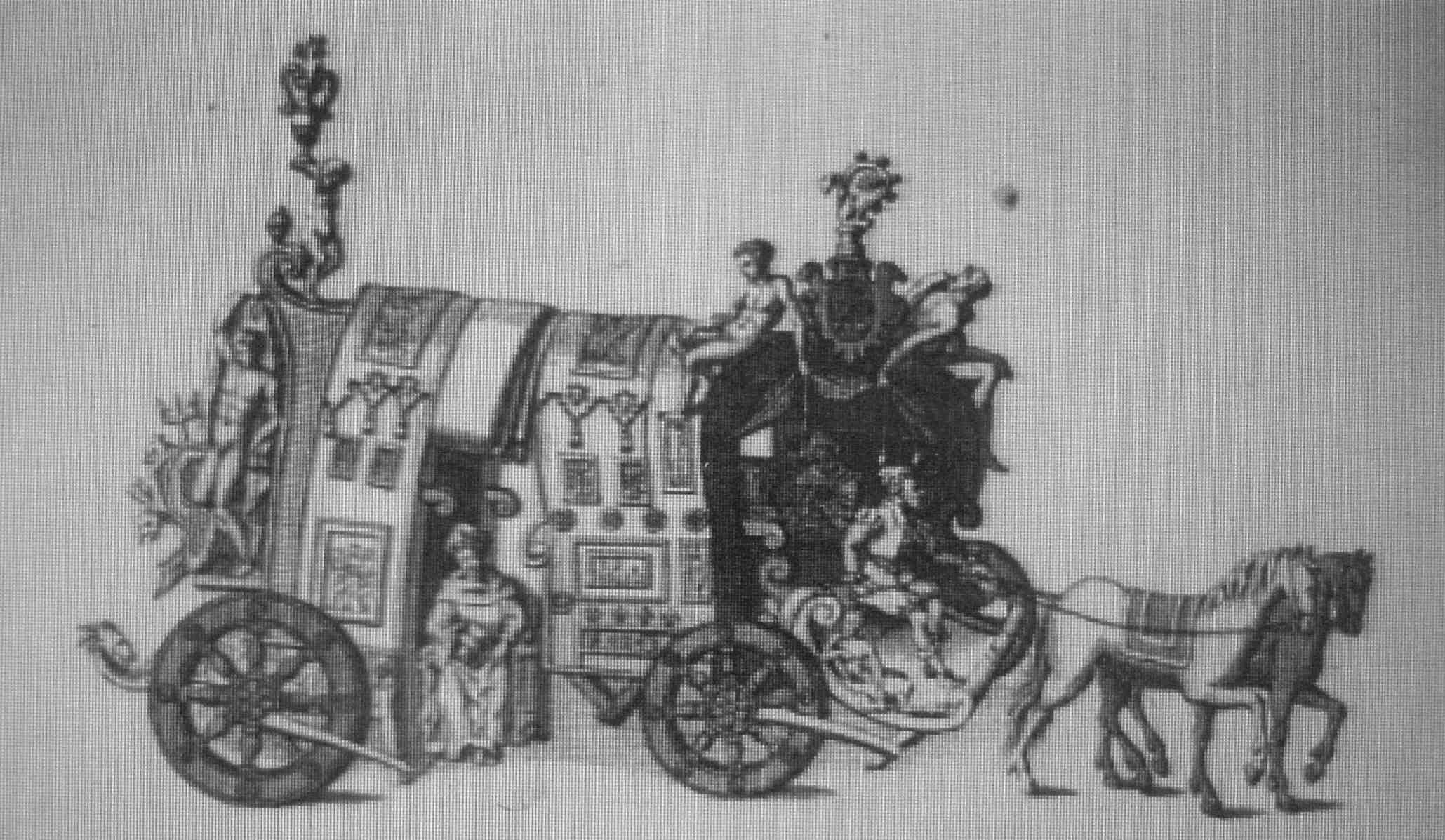
Char de la Compagnie.

L'intégration des nouveaux membres à la compagnie est, là encore, sujette à caution. Selon les plus anciens travaux, le nouveau candidat était auditionné en vers par le Fiscal, en présence de la Mère-Folle et des principaux officiers. Une fois reçu, le nouveau confrère recevait les marques de son nouveau statut : un chaperon de trois couleurs ainsi que des gages sur des droits imaginaires. Il pouvait alors participer pleinement aux festivités organisées par la Mère-Folle chaque année.